# Cazuelas
Cazuelas är en ort i Mexiko.   Den ligger i kommunen Papantla och delstaten Veracruz, i den sydöstra delen av landet, 220 km nordost om huvudstaden Mexico City. Cazuelas ligger 57 meter över havet och antalet invånare är 304.
Terrängen runt Cazuelas är platt norrut, men söderut är den kuperad. Runt Cazuelas är det ganska tätbefolkat, med 179 invånare per kvadratkilometer. Närmaste större samhälle är Papantla de Olarte, 6,6 km väster om Cazuelas. Trakten runt Cazuelas består till största delen av jordbruksmark.